# Geelvleugelbladvogel
De geelvleugelbladvogel (Chloropsis flavipennis) is een vogelsoort uit de familie van de chloropseidae (bladvogels). De geelvleugelbladvogel is een endemische vogelsoort van de Filipijnen.

## Ondersoorten
De geelvleugelbladvogel is monotypisch.

## Verspreiding en leefgebied
De geelvleugelbladvogel komt voor op de eilanden Samar, Leyte, Cebu en Mindanao. Het is een vogel van primair regenwoud maar ook van meer gedegradeerde bostypen in laagland en heuvelland tot een hoogte van 1000 m boven de zeespiegel.

## Status
De geelvleugelbladvogel komt op Mindanao nog plaatselijk voor. Op Samar en Leyte zijn er nauwelijks waarnemingen van na 2000 en op Cebu is de vogel sinds 1920 niet meer gezien. De hele populatie wordt geschat op 600 - 1.700 volwassen vogels. Het leefgebied van de vogel is sterk ingekrompen door ontbossingen. Om deze redenen staat deze bladvogel als kwetsbaar op de Rode Lijst van de IUCN.